# Chaerilus chapmani
Espèce
Chaerilus chapmani est une espèce de scorpions de la famille des Chaerilidae.

## Distribution
Cette espèce est endémique du Sarawak en Malaisie. Elle se rencontre dans le parc national du Gunung Mulu dans des grottes.

## Description
Le mâle holotype mesure 30,9 mm et la femelle paratype 39,2 mm. Ce scorpion possède des yeux réduits.

## Étymologie
Cette espèce est nommée en l'honneur de Philippe Chapman.

## Publication originale
- Vachon & Lourenço, 1985 : Scorpions cavernicoles du Sarawak (Borneo). Chaerilus chapmani n. sp. (Chaerilidae) et Lychas hosei (Pocock, 1890) (Buthidae). Mémoires de Biospéologie, vol. 12, p. 9-18 (texte intégral).